# Kristen Scott
Sasha Lynn Hiltpod alias Kristen Scott, née le 13 mars 1995 à San Diego en Californie est une actrice américaine de films pornographiques.

## Biographie

### Jeunesse
Elle aurait des origines française et suisse[réf. nécessaire].
Elle grandit à San Diego. Elle dit avoir adoré l’endroit où elle a vécu et avoir eu une enfance formidable. Enfant, elle participe à des comédies musicales, intègre plusieurs troupes de théâtre et participe à divers concours de chant.
Au lycée, elle fréquente une école de mannequins et une école de théâtre. Sur ce dernier point, elle déclarera que cette expérience l’a beaucoup aidée à comprendre l’aspect technique d’être devant une caméra. Notamment à comment faire attention à ses mouvements et trouver le bon équilibre. Car elle estime qu'être réaliste et authentique ne donne pas l’assurance d’un beau rendu à la caméra.
Toujours pendant le lycée, elle eut également une formation de chanteuse soprano. Sans prétendre être une grande soprano, elle constate avoir une tessiture de voix tout à fait correcte.
Elle a sa première relation sexuelle à l'âge de 14 ans.
Exhibitionniste, elle dit avoir failli être exclue de son lycée après avoir été surprise en train d'avoir un rapport sexuel dans un château d’eau lors d’un voyage scolaire. En terminale, elle déclare avoir eu une année assez «sauvage» si bien que tout le monde en parlait.

### Vie avant le porno
Sasha a fait beaucoup de petits boulots. Elle a travaillé chez Hollister, dans un restaurant Japonais, chez Blaze Pizza et dans une épicerie. Elle vécut brièvement a Long Island dans la ville de New York, puis à l’âge de 20 ans, elle déménagea à Lake Tahoe en Californie avec sa famille.

## Carrière

### Les débuts
En 2015, Kristen fit quelques photos de charmes, mais elle était loin de s’imaginer dans une carrière d’actrice pornographique.
En 2016, à l’âge de 20 ans, elle tenta une première expérience dans le divertissement pour adulte en devenant camgirl, sur le site myfreecams.com, mais le succès n’étais pas au rendez-vous. Cet échec lui a donné envie d’en savoir plus sur l’industrie pour adulte. Pour cela, elle est donc partie assister à la 33e cérémonie des AVN Awards et ce fut pour elle comme un déclic. Elle expliquera que cet événement a été le facteur déterminant pour en faire son choix de carrière, choix pour lequel elle sera définitivement sûre une fois la cérémonie passée.
Sa petite-amie de l’époque, qui était elle-même camgirl, lui a donné le numéro de son agent. Elle le contacta, et il l’amena à Los Angeles pour commencer à tourner ses premières vidéos.
Concernant son nom de scène, elle déclare avoir toujours aimé le prénom « Kristen ». Et pour le nom de famille (Scott), elle souhaitait quelque chose qui donne l’impression d’avoir affaire à « madame tout le monde ». Elle s’expliqua en disant que son but était que son nom de scène n'évoque pas directement une star du porno.
Elle joue principalement le rôle de la « teen »[réf. souhaitée] dans ses scènes. Elle aime aussi incarner des rôles de soumise et dominante.

### Confirmation
Kristen Scott est plus épanouie et plus heureuse que jamais dans son travail. Elle déclare à ce sujet: 
Je suis très reconnaissante. Lorsque j’ai commencé dans le porno, j’avais beaucoup d’anxiétés sociales. J’avais peur de sortir, de faire des choses avec les gens. Être sur les plateaux m’a vraiment aidé à sortir de mon anxiété sociale. J'aime clairement l'aspect sexuel de ce travail. Ce qui est encore plus gratifiant pour moi, c’est d'avoir cet aspect d'acteur ajouté. Cela le rend encore plus satisfaisant. J'ai toujours aimé jouer. J'ai toujours aimé jouer depuis que je suis petite. 
En 2017, considérée à ce moment comme une « étoile montante » de la profession, Kristen Scott est élue Girl Of The Month du mois de mai pour Girlsway,, un an après avoir fait ses débuts dans le studio. Bree Mills, réalistarice et productrice déclare a cette occasion : « Kristen est une interprète absolument inspirée, j’ai beaucoup de plaisir à la côtoyer et elle est le choix parfait pour nous représenter, nous et nos films ». Quelques mois plus tard, Girlsway organise leur premier « Fan Awards »; Apparaissant régulièrement dans les productions Girlsway où elle est notamment choisie par April O’Neil, alors Girl Of The Month du mois septembre, pour participer a une scène spéciale en compagnie de Georgia Jones, les fans choisissent d’élire Kristen Scott en qualité de Teen Of The Year. Toujours en 2017, elle connaît un certain succès dans la série Half His Age : A Teenage Tragedy du studio PureTaboo où elle apparaît dans l’épisode 1 et 3,. Elle termine l’année en étant co-élue « Fille du mois » en compagnie de Nina North pour le site fuckingawesome.com. L’intention première du site était de ne séléctionné qu’une seule interprète, mais cette double élection s’explique par le grand succès qu’a suscité la scène entre les deux actrices. Elle est notamment nommée pour l’obtention de l’avn award de la meilleure nouvelle stralette et pour son prix homologue aux AVN Awards 2018 et XBIZ Awards 2018,.
Elle débute l’année 2018 en obtenant la première récompense de sa carrière lors de la 35e cérémonie des AVN Awards en remportant le prix de la meilleure actrice dans un second rôle dans Half His Age : A Teenage Tragedy. Elle obtient le même prix pour la même série lors des XBIZ Awards 2018. Forte de son nouveau statut d’interprète primée, Kristen Scott apparait dans de nombreux projets au cours de cette année 2018 : En parallèle de son statut d’actrice, Kristen Scott prit, pour la première fois de sa carrière, l’étiquette de Directrice-Productrice du film The Nerd’s Revenge, co-réalisé par Bree Mills et Craven Moorehead, de la franchise PureTaboo dans lequel elle tiens également le rôle principale,. Assistée de Xander Corvus et Seth Gamble, c’est elle qui écrit la scène dans laquelle elle apparaît. Au mois de mars, Brad Armstrong lui propose de tenir le rôle principal de son prochain film, Camgirl du studio Wicked,,. Kristen se souvient : « Quand j'ai découvert que Brad souhaitait que je joue le rôle principal, nous nous sommes assis et avons lu le scénario avant de me lancer. J'étais vraiment nerveuse et excitée et à la fin de la lecture, il m'a dit qu'il me confierait le rôle principal. Je n'avais jamais joué un rôle principal dans un long métrage. J'avais fait quelques cams avant de commencer le porno et je sentais, dans une certaine mesure, que je pouvais m'identifier au personnage ». Dans ce film, elle eut l’occasion de tourner aux côtés de l’interprète fémine 2018 en titre, à savoir Angela White. Le reste de l'année 2018 est ponctuée de divers projets pour Scott. Elle commence à travailler et tourner pour la réalisatrice Missa X, propriétaire des sites Missax.com et Allherluv. Elle est au casting de My Wife’s First Blowbang du studio New Sensation où elle apparait d’ailleurs en vedette sur l'affiche,, dans Blackmailed Secretaries du studio Evil Angel mais aussi dans Dirty Grandpa du studio Burning Angel et dans The Puppeteer du studio Sweet Sinner où elle partage l’affiche avec India Summer, Kenna James, Small Hands et Logan Pierce. Kristen Scott participe également a de nombreux projets de pornographie lesbienne où ont peut la voir apparaitre dans les principaux studios du genre. Elle est notamment annoncée dans Her’s 1st Lesbian Anal, une nouvelle série publiée sur LesbianX.com. Elle travaille pour le studio Sweetheart Video où elle est au casting de Girls Kissing Girls 22 et Lesbian Analingus 12  ainsi que pour le studio Girfriends Films dans Lesbian Psychodramas 30 où elle est associées à India Summer et Romi Rain. Tout au long de l’année 2018, elle poursuit sa collaboration avec Girlsway avec les projets : Shcool’s Out, Mommy Wants A Kiss, Duplicity ou encore Road Trip. En octobre, Bree Mills créer Girlcore, une série originale en six épisodes qui rend hommage aux années 1980 et aux romans de gare classiques et associe Kristen Scott, Shyla Jennings et Jenna Sativa dans l’épisode 4 nommée Lesbian Twins. Au mois de décembre, Ivy Wolf, qui est élue Girl Of The Month pour Girlsway, choisie Kristen Scott et Cherie DeVille pour tourner une scène spéciale pour cette occasion. Pour cette année productive, elle est nommée, entre autres, au AVN Awards 2019 pour l’obtention du convoitée titre d’interprète féminine de l’année.
En janvier 2019, elle est invitée sur la scène des XBIZ Awards 2019 pour annoncer et remettre les prix qui concernent la pornographie lesbienne en compagnie de Whitney Wright. Un peu plus tard dans le mois, le magazine AVN lui consacre un article. Toujours en 2019, Bree Mills lui donne le rôle principal de son film événement Teenage Lesbian où elle joue le rôle de Sam, une fille qui viens d'avoir 18 ans dans les années 90 et qui tente de se réconcilier avec son orientation sexuelle. Elle élargit sa collaboration avec Missa X en faisant ses débuts en tant que réalisatrice pour Allherluv et Missax en réalisant The Wrong Sister. Kristen Scott attire l'attention de la productrice/réalisatrice Bree Mills qui l'a déjà faite tourner dans plus de 45 scènes en tant qu'actrice. Et en juin 2019, Gamma Entertainement recrute Kristen Scott pour travailler comme directeur de production sous la bannière du studio Girlsway. En juillet 2019, sort sur missax.com Triangles Of Lies, un film écrit, réalisé et produit par Kristen Scott basée sur évenement qui à vraiment eu lieu dans sa vie, et en août, Girlsway sort Hypocritical Mom, qui est le troisième film qu'elle réalise. Elle fait une apparition remarquée grâce à sa scène avec Charlotte Stokely dans le drame féminin Kiss Me de Hank Hoffman,.
À la suite du succès du film Teenage Lesbian sortie en 2019, Kristen Scott remporte pour la deuxième fois de sa carrière l’AVN Award de la meilleure actrice dans un second rôle lors de la 37e cérémonie des AVN Awards et remporte le prix de la meilleure actrice aux XBIZ Awards 2020. Au mois d’avril 2020, elle fait partie des interprètes qui constituent les 3 premiers épisodes de la nouvelle série documentaire lesbienne intitulé : The Oral Experiment disponible sur la plateforme pour adultes Adult Time. Le 17 mai 2020, à l’occasion de la journée internationale contre l’homophobie, sort Teenage Lesbian : One Year Later sur la plateforme de VOD pour adultes Adult Time. Il s'agit d'une rétrospective où le casting du film, dont Kristen Scott, a été réuni en vidéoconférence afin d’évoquer les faits marquants du film ainsi que certains détails sexy des coulisses. La fin de cette rétrospective s’enchaîne avec une scène de sexe à plusieurs avec les actrices du film qui se déroule toujours en vidéoconférence.
On a pu la voir tourner avec certaines des plus populaires stars du porno comme : Shyla Jennings, Mindi Mink, Angela White, Elsa Jean, Elexis Monroe, Jenna Sativa, Cherie DeVille, Carter Cruise, pour les plus connues.
Elle travaille avec toutes les plus grandes sociétés de production telles que : Girlsway, Nubilefilms, Sweetheart Video, Allherluv, Brazzers, Vixen, Naughty America, Twistys entre autres.

### Liste des films en tant que productrice, scénariste, directrice
| Année | Productrice        | Scénariste                      | Directrice                         |
| ----- | ------------------ | ------------------------------- | ---------------------------------- |
| 2017  |                    | Dreams Paraings : Kristen Scott |                                    |
| 2018  | The Nerd’s Revenge | The Nerd’s Revenge              |                                    |
| 2019  | Triangles of Lies  | Triangles of Lies               | Triangles of Lies                  |
|       |                    | The Wrong Sister                | The Wrong Sister                   |
|       |                    |                                 | Hypocritical Mom                   |
|       |                    |                                 | Holy Matri-Moly ! Mothers of Bride |
| 2020  |                    |                                 | Oh Mama !                          |

## Vie privée
Kristen Scott se définit comme pansexuelle. Elle a été en couple avec l’acteur porno Logan Pierce.

## Récompenses et nominations

### Nominations
Au AVN Awards:
| Année | Awards                               | Film / Scene                            |
| ----- | ------------------------------------ | --------------------------------------- |
| 2017  | Best Girl/Girl Sex Scene             | First Lesbian Summer (2016)             |
|       | Fan Award: Hottest Newcomer          |                                         |
| 2018  | Best Boy/Girl Sex Scene              | Bound For Sex 2 (2017)                  |
|       | Best Girl/Girl Sex Scene             | Hollywood Hills Hijinx (2017)           |
|       | Best New Starlet                     |                                         |
|       | Best Supporting Actress              | Half His Age: a Teenage Tragedy (2017   |
|       | Best Three-Way Sex Scene: G/G/B      | Kristen's Naughty Workout Treats (2017) |
|       | Best Virtual Reality Sex Scene       | Kristen's Naughty Workout Treats (2017) |
|       | Most Outrageous Sex Scene            | Indirect Relations (2017)               |
| 2019  | Best Actress - Feature Movie         | Camgirl (2018)                          |
|       | Best All-Girl Group Sex Scene        | Duplicity (2018)                        |
|       | Best Double Penetration Sex Scene    | Nerd's Revenge (2018)                   |
|       | Best Girl/Girl Sex Scene             | School's Out (2018)                     |
|       | Best Group Sex Scene                 | Anne: A Taboo Parody (2018)             |
|       | Best Oral Sex Scene                  | My Wife's First Blowbang (2018)         |
|       | Female Performer of the Year         |                                         |
| 2020  | Best Actress - Featurette            | For Your Own Good 2 (2019)              |
|       | Best All-Girl Group Sex Scene        | Lesbian Twins (2018)                    |
|       | Best Leading Actress                 | Teenage Lesbian (2019)                  |
|       | Best Solo/Tease Performance          | Teenage Lesbian (2019)                  |
|       | Fan Award: Favorite Female Porn Star |                                         |
|       | Female Performer of the Year         |                                         |
|       | Most Outrageous Sex Scene            | I Love Evil (2019)                      |
| 2021  | Best Girl/Girl Sex Scene             | Paranormal (2020)                       |
|       | Best Star Showcase                   | Kristen Scott Is Kinky (2020)           |
|       | Fan Award: Favorite Female Porn Star |                                         |

Au XBIZ Awards:
| Année | Awards                            | Film / Scene                           |
| ----- | --------------------------------- | -------------------------------------- |
| 2018  | Best New Starlet                  |                                        |
|       | Best Scene - Feature Release      | Half His Age: a Teenage Tragedy (2017) |
|       | Best Sex Scene – All-Sex Release  | Hollywood Hills Hijinx (2017)          |
|       | Best Sex Scene - Vignette Release | Natural Beauties 2 (2016)              |
| 2019  | Best Actress - All-Girl Release   | Catfish (2018)                         |
|       | Best Actress - Feature Movie      | Camgirl (2018)                         |
|       | Best Sex Scene – All-Girl         | Catfish (2018)                         |
|       | Best Sex Scene - Comedy Release   | Family Holiday (2017)                  |
|       | Best Sex Scene - Feature Movie    | Puppeteer (2018)                       |
|       | Best Supporting Actress           | Anne: A Taboo Parody (2018)            |
|       | Female Performer of the Year      |                                        |
| 2020  | Best Actress - Feature Movie      | Teenage Lesbian (2019)                 |
|       | Best Sex Scene - Erotic-Themed    | Greed, Love And Betrayal (2019)        |
|       | Best Sex Scene – All-Girl         | Teenage Lesbian (2019)                 |
|       | Best Sex Scene – All-Girl         | I Love Evil (2019)                     |
|       | Best Sex Scene - Taboo-Themed     | For Your Own Good 3 (2019)             |
|       | Female Performer of the Year      |                                        |

Au XCritics Awards:
| Année | Awards                   | Film / Scene           |
| ----- | ------------------------ | ---------------------- |
| 2018  | Best Actress             | Camgirl (2018)         |
| 2019  | Best Actress             | Teenage Lesbian (2019) |
| 2020  | Best Girl/Girl Sex Scene | Paranormal (2020)      |

Au XRCO Awards:
| Année | Awards                       | Film / Scene           |
| ----- | ---------------------------- | ---------------------- |
| 2019  | Best Actress                 | Camgirl (2018)         |
|       | Female Performer of the Year |                        |
| 2020  | Best Actress                 | Teenage Lesbian (2019) |
|       | Female Performer of the Year |                        |

### Récompenses
Aux AVN Awards:
| Année | Awards                        | Film / Scene                           |
| ----- | ----------------------------- | -------------------------------------- |
| 2020  | Best Girl/Girl Sex Scene      | Teenage Lesbian (2019)                 |
| 2021  | Best All-Girl Group Sex Scene | Paranormal (2020)                      |
|       | Best Quarantine Sex Scene     | Teenage Lesbian: One Year Later (2020) |

Aux XBIZ Awards:
| Année | Awards                             | Film / Scene                           |
| ----- | ---------------------------------- | -------------------------------------- |
| 2018  | Best Supporting Actress            | Half His Age: a Teenage Tragedy (2017) |
| 2020  | Best Actress - All-Girl Movie      | Teenage Lesbian (2019)                 |
|       | Best Actress - Erotic-Themed Movie | Greed, Love And Betrayal (2019)        |